# Tomislav Duvnjak
Tomislav Duvnjak, né le 5 février 2003 à Zagreb en Croatie, est un footballeur croate qui évolue au poste de milieu défensif au NK Varaždin.

## Biographie

### En club
Tomislav Duvnjak est natif de Zagreb en Croatie. Il est formé par le NK Sesvete (en), avant de rejoindre l'un des plus grands clubs du pays, le Dinamo Zagreb, où il poursuit sa formation, et où il est vite désigné comme l'un des joueurs les plus prometteurs . Il est le capitaine de l'équipe U17 du Dinamo qui devient champion de Croatie de la catégorie en 2019. Le 27 mai 2019, il signe son premier contrat professionnel avec le Dinamo, à seulement 16 ans.
Il joue son premier match en professionnel le 24 juillet 2020, en entrant en jeu à la place de Lovro Majer lors d'une rencontre de championnat face au NK Varaždin. Le Dinamo s'impose sur le score de deux buts à zéro ce jour-là.
Il devient Champion de Croatie en 2020, le club étant sacré officiellement pour la 21e fois à l'issue de la 30e journée.
En octobre 2020, le quotidien The Guardian le place dans une liste des 60 meilleurs jeunes talents nés en 2003.
Le 28 juin 2022, Tomislav Duvnjak rejoint le NK Istra 1961, où il signe un contrat courant jusqu'en juin 2025. Il y retrouve l'un de ses coéquipiers en équipes de jeunes du Dinamo, Bartol Barišić, qui lui est prêté,,.
Lors de l'été 2024, Tomislav Duvnjak quitte le NK Istra. Il rejoint alors le NK Varaždin, signant un contrat de deux ans, soit jusqu'en juin 2026. Duvnjak avait également une offre sérieuse d'un club espagnol mais a été convaincu par Nikola Šafarić (en), l'entraîneur du NK Varaždin.

### En sélection
Avec les moins de 17 ans, Duvnjak participe aux éliminatoires du championnat d'Europe des moins de 17 ans 2020. A cette occasion, il délivre une passe décisive contre la Suisse, puis marque un but contre l'Arménie.

## Palmarès
Dinamo Zagreb
- Championnat de Croatie (1) :
  - Champion : 2019-20.